# Constel·lació del Llop
El Llop (Lupus) és el nom que es dona a una petita constel·lació de l'hemisferi sud, situada sota la constel·lació de la Balança a l'oest d'Scorpius i a l'est de Centaure. Des dels Països Catalans (incloent-hi Europa central) només es pot veure la part més septentrional de la constel·lació, en el moment del trànsit pel meridià, al començament de l'estiu.

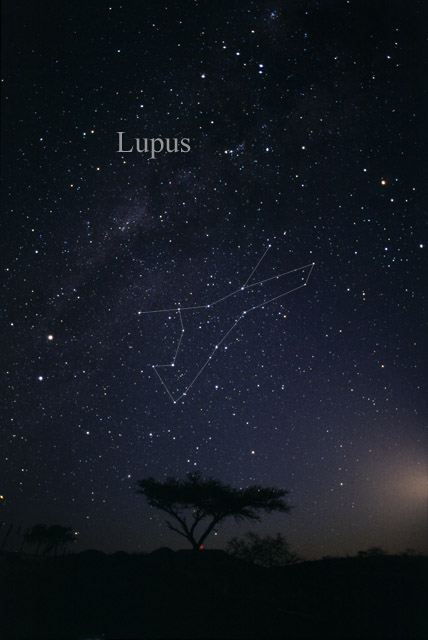
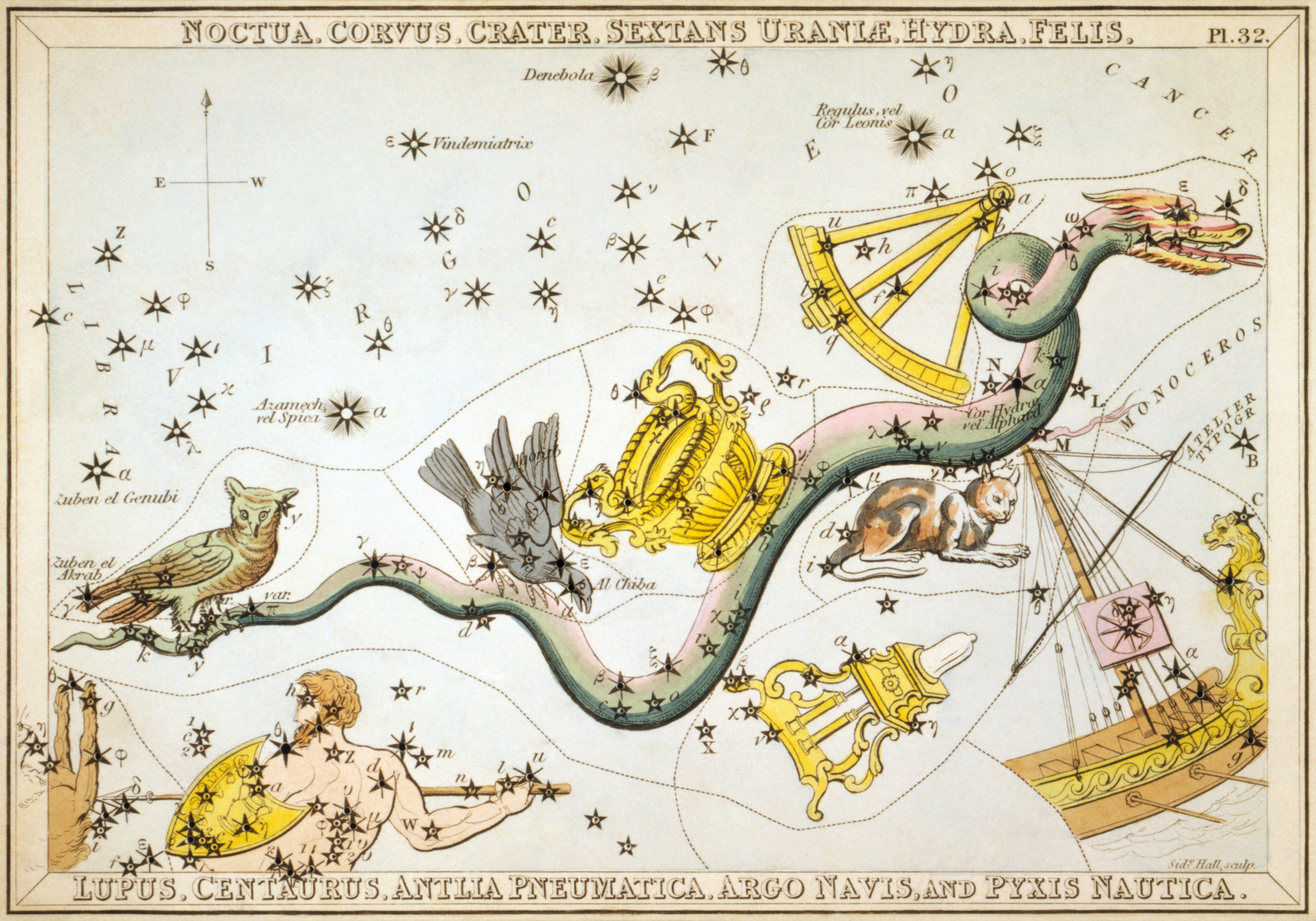

## Característiques destacables

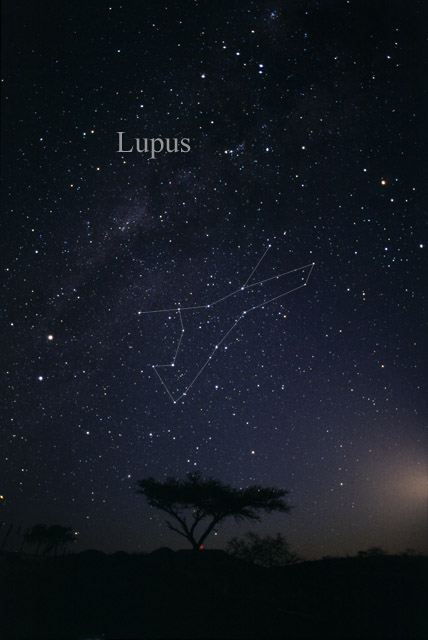
Constel·lació de Lupus.

Lupus és una petita constel·lació que, sense tenir cap estrella extremadament brillant, conté al voltant d'una trentena d'estrelles de segona i tercera magnitud, incloent un nombre de estrelles binàries o múltiples. La més brillant entre elles, α Lupi, ocasionalment és coneguda com Kakkab o Men. És una gegant blava de tipus espectral B1.5III amb una massa 10 vegades més gran que la del Sol. És una variable Beta Cephei la brillantor del qual fluctua entre magnitud 2,29 i 2,34.
La segona estrella més brillant, β Lupi, és també una geganta blava de tipus B2III de 8 masses solars distant 524 anys llum del sistema solar. Les dues estrelles, així com moltes altres d'aquesta constel·lació, formen part d'una associació estel·lar OB anomenada subassociació «Centaurus Superior-Lupus» o UCL, al seu torn englobada a la gran associació Scorpius-Centaurus.
La tercera estrella quant a brillantor és γ Lupi, ocasionalment anomenada Thusia, un sistema binari format per una subgegant blanc-blava de tipus B2IV d'unes 6.900 vegades més lluminosa que el Sol i una estrella de la seqüència principal també de tipus B. El període orbital d'aquest sistema és de 190 anys, sent l'òrbita notablement excèntrica.
És també membre de l'associació estel·lar UCL, igual que ε Lupi i η Lupi, sistemes estel·lars triples la component principal dels quals també té tipus espectral B.
χ Lupi és una binària espectroscòpica la component principal de la qual —una subgegant blanc-blava de tipus B9IV— mostra en el seu espectre uns continguts especialment alts de certs elements com platí, or i mercuri; en concret, l'abundància d'aquest darrer element és 200.000 vegades més elevada que al Sol.
Una altra estrella d'interès és ν² Lupi, anàleg solar de tipus espectral G4V que es troba a 47,5 anys llum de la Terra. A diferència del Sol, és una estrella antiga amb una edat superior als 10.000 milions d'anys.
Al seu voltant orbiten tres planetes de tipus «superterra» a una distància compresa entre 0,1 i 0,4 ua.
També amb un sistema planetari, Gliese 588 és nana vermella de tipus M2.5V distant 19 anys llum de la Terra.
Al voltant de g Lupi —estrella de la seqüència principal de tipus F— s'ha detectat un disc circumestel·lar de restes, del qual s'ha obtingut una imatge amb l'instrument ACS del telescopi espacial Hubble.
Entre les variables de la constel·lació hi ha GQ Lupi, estrella T Tauri amb un acompanyant subestelar del qual s'obté una imatge directa amb el telescopi VLT.
Altres estrelles T Tauri a la constel·lació són RU Lupi, joveníssima estrella amb una edat de només 2 o 3 milions d'anys envoltada per un disc circumestel·lar de pols i que mostra variacions de brillantor aleatòries, i IM Lupi, l'edat de la qual s'estima entre 100.000 i 10 milions d'anys.
En canvi, GG Lupi és una binària eclipsant de magnitud 6,0 formada per dues estrelles calentes de tipus B7V i B9V; a l'eclipsi principal, la seva brillantor decau 0,51 magnituds i al secundari 0,31 magnituds al llarg d'un període d'1,8496 dies.
II Lupi, una altra variable de la constel·lació, és una freda estrella de carboni del qual temperatura efectiva és de només 2400 K. Catalogada com a variable Mira, la seva fluctuació de brillantor a banda H és de 1,6 magnituds i el seu període de pulsació de 575 dies.
Z Lupi és també una estrella de carboni amb una temperatura superficial de 3.288 K.

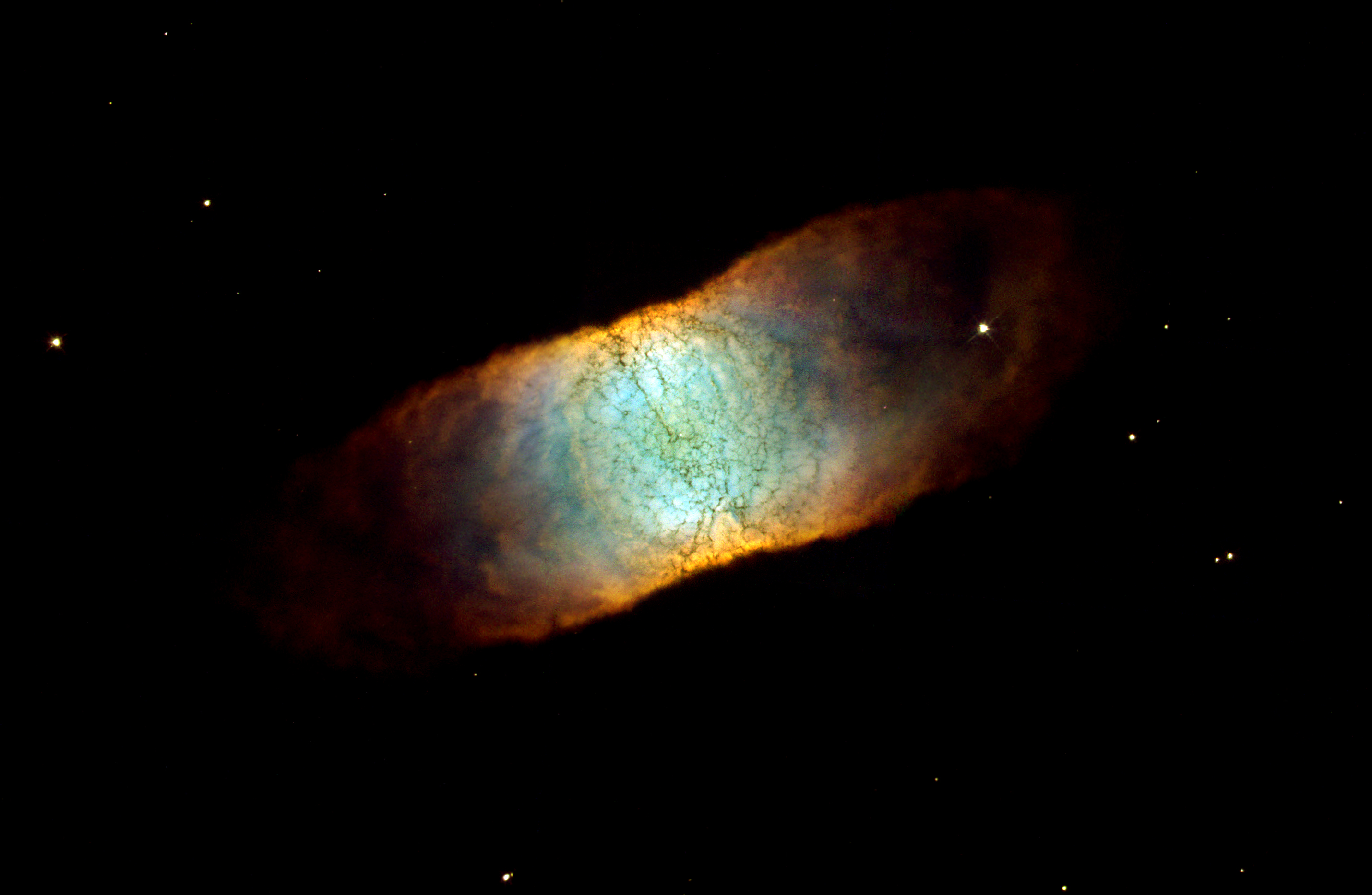
Imatge del telescopi Hubble de IC 4406

En aquesta constel·lació també es troba la Nebulosa Retina (IC 4406), nebulosa planetària de forma cilíndrica. El gas i pols que brollen de la estrella moribunda creen una estructura de «donut» al seu voltant, de la qual només veiem un costat; al seu centre se situa una estrella de Wolf-Rayet amb una temperatura de 125.000 K.
Una altra nebulosa planetària, NGC 5882, posseeix una forma aproximadament el·líptica amb diversos grumolls de material ionitzat i està envoltada per una regió més gran que s'estén fins a tres vegades el diàmetre de la nebulosa principal. La seva estrella central té una temperatura al voltant de 70.000 K. D'acord a la paral·latge mesurada per l'observatori espacial GAIA, NGC 5882 es troba a 6430 anys llum de la Terra.

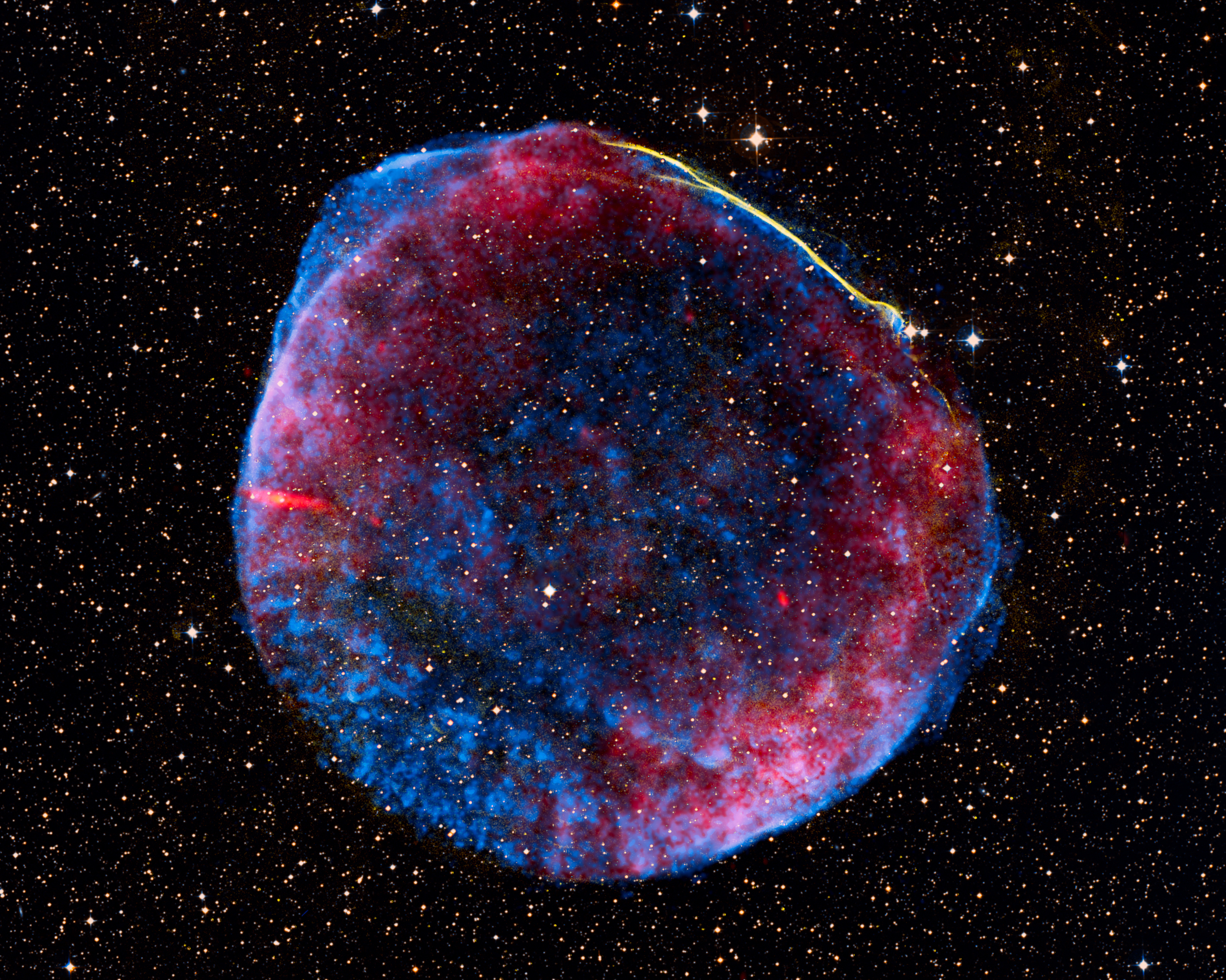
Romanent de supernova SN 1006. La imatge combina dades òptiques, de ràdio i de raigs X.

A Lupus es poden observar alguns cúmuls estel·lars.
NGC 5822 és un cúmul obert que es troba a 2.700 anys llum i l'edat del qual és de 950 milions d'anys.
NGC 5986 és un cúmul globular amb dues estrelles de tipus espectral A-F molt lluminoses; distant 34.000 anys llum de la Terra, es mou en una òrbita irregular i molt excèntrica al voltant del centre de la galàxia.
Així mateix, NGC 5927 és un cúmul globular ric en metalls distant 25.100 anys llum. A prop del límit amb Centaurus es localitza el cúmul NGC 5824, l'edat estimada del qual és de 12.800 milions d'anys.
L'any 1006 es va observar a Lupus la supernova SN 1006. Descrita per astrònoms xinesos i àrabs, la seva brillantor va arribar a aconseguir magnitud -7,5, sent el succés estel·lar de major magnitud visual registrat en la història. D'acord amb Alí ibn Ridwan, astròleg i astrònom que va observar l'esdeveniment, la intensitat de la seva llum va arribar a ser una mica més d'una quarta part de la llum de la Lluna.

## Estrelles principals

### α Lupi
L'estrella més lluminosa de la constel·lació del Llop és α Lupi, una gegant blava de magnitud aparent 2,30. Distant 550 anys llum, la seva magnitud absoluta és -3,83, és aproximadament 2.800 vegades més brillant que el Sol i 18 cops més grossa.
α Lupi és una variable cefeida: la seva magnitud varia 0,03 amb un període de 0,259847 dies.

### Taula de les estrelles principals
| Estrella | Magnitud aparent | Magnitud absoluta | Distància (anys llum) | Tipus espectral |
| -------- | ---------------- | ----------------- | --------------------- | --------------- |
| α Lup    | 2,30             | -3,83             | 548                   | B1.5III         |
| β Lup    | 2,68             | -3,35             | 524                   | B2III           |
| γ Lup    | 2,80             | -3,40             | 567                   | B2IV            |
| δ Lup    | 3,22             | -2,75             | 510                   | B1.5IV          |
| ε Lup    | 3,37             | -2,58             | 504                   | B2IV-V          |
| ζ Lup    | 3,41             | 0,65              | 116                   | G8III           |
| η Lup    | 3,42             | -2,48             | 493                   | B2.5IV          |
| ι Lup    | 3,55             | -1,61             | 352                   | B2.5IV          |
| φ¹ Lup   | 3,57             | -1,43             | 327                   | K5III           |
| κ¹ Lup   | 3,88             | 0,14              | 182                   | B9V             |
| c Lup    | 3,97             | -0,03             | 206                   | B9.5III-IV      |
| ρ Lup    | 4,05             | -0,84             | 310                   | B5V             |
| λ Lup    | 4,07             | -1,41             | 407                   | B3V             |
| θ Lup    | 4,22             | -1,28             | 411                   | B2.5Vn          |
| μ Lup    | 4,27             | -0,48             | 291                   | B8V             |
| ο Lup    | 4,32             | -1,16             | 408                   | B5IV            |
| τ² Lup   | 4,33             | -0,59             | 314                   | A7:+L...        |
| ω Lup    | 4,34             | 0,10              | 230                   | K4.5III         |
| 2 Lup    | 4,35             | -0,53             | 308                   | K1II/III        |
| σ Lup    | 4,44             | -1,79             | 574                   | B2III           |
| φ² Lup   | 4,54             | -1,81             | 606                   | B4V             |
| d Lup    | 4,55             | -1,07             | 434                   | B3IVp           |
| τ¹ Lup   | 4,56             | -2,95             | 1036                  | B2IV            |
| k Lup    | 4,60             | -0,70             | 374                   | A0V             |
| g Lup    | 4,64             | 3,42              | 57                    | F5IV-V          |
| ψ¹ Lup   | 4,66             | 0,28              | 245                   | G8/K0III        |
| π¹ Lup   | 4,72             | -1,20             | 497                   | B5V             |
| ψ² Lup   | 4,75             | -0,67             | 396                   | B5V             |
| HR 5364  | 4,78             | 1,49              | 149                   | F0IV            |
| π² Lup   | 4,82             | -1,10             | 497                   | B5IV            |
| e Lup    | 4,83             | -0,89             | 454                   | B3IV            |
| HR 5967  | 4,90             | -1,14             | 527                   | B6III/IV        |
| 1 Lup    | 4,91             | -2,81             | 1141                  | F3III           |
| HR 5943  | 4,99             | -0,34             | 380                   | G8III           |
| ν¹ Lup   | 4,99             | 2,32              | 111                   | F8V             |
| HR 5607  | 5,13             | -0,13             | 367                   | G8III           |
| ξ¹ Lup   | 5,14             | 1,21              | 200                   | A3V             |
| HR 5667  | 5,15             | -2,83             | 1284                  | F:+...          |
| b Lup    | 5,22             | 0,72              | 259                   | G6III           |
| h Lup    | 5,23             | 0,63              | 271                   | G8/K0III        |
| HR 5742  | 5,26             | -1,91             | 886                   | K4III           |
| υ Lup    | 5,36             | 0,00              | 385                   | Ap...           |
| HR 5413  | 5,38             | 1,21              | 223                   | A1V             |
| c Lup    | 5,38             | 1,27              | 216                   | A2III           |
| HR 5450  | 5,39             | -2,67             | 1337                  | K0III           |
| HR 5784  | 5,44             | -1,09             | 659                   | M0III           |
| HR 5595  | 5,45             | 0,30              | 350                   | B3V             |
| HR 5637  | 5,45             | -3,52             | 2026                  | G2Ib/II         |
| HR 5736  | 5,46             | -0,08             | 419                   | B5V             |

N.B.: Els valors numèrics provenen de les dades mesurades pel satèl·lit Hiparc

## Objectes celestes
Lupus és travessada per la seva part sud per la Via Làctia.
Aquesta constel·lació conté dos cúmuls oberts, NGC 5824 i NGC 5986, dos cúmuls globulars, NGC 5822 i NGC 5749, una nebulosa d'absorció, B 228, dues galàxies espirals i dues nebuloses planetàries NGC 5882 i IC 4406.

## Història i mitologia
El Llop és una constel·lació antiga. Pels grecs, es tractava d'un animal que el Centaure portava enfilat amb la seva llança. Segons una altra versió, Licàon era el rei de l'Arcàdia i va implantar el culte a Zeus, però aquest es va enfadar amb ell, perquè li va sacrificar un nen, i per castigar-lo el va convertir en llop (constel·lació del Llop).
Formava part de les constel·lacions catalogades per Claudi Ptolemeu en el seu Almagest.
L'any 1006 hi aparegué una supernova més brillant que Venus; es va poder observar durant 2 anys. Aquesta fou una de les quatre supernovae que s'han pogut observar en el curs de l'anterior mil·lenni (1006, 1054, 1572 i 1604).
Segons els registres, durant alguns dies augmentà la brillantor de l'estrella fins a sobrepassar la de Venus, i arribant a ser comparable «al quart de la lluna plena», visible per tant en ple dia. Després l'esclat començà a disminuir, però l'estel restà observable durant més de dos anys. Molts de texts de tots els orígens (xinesos, japonesos, coreans, àrabs) i creïbles relaten l'aparició i l'observació d'aquesta estrella nova l'any 1006. O, curiosament, a Europa no serà esmentada fins al 1066, una data que coincideix amb l'any de la conquesta d'Anglaterra per Guillem de Normandia; una estrella com aquesta figura al tapís de Bayeux que relata aquest esdeveniment històric. Les supernovae de 1006 i 1054 eren recents, i aquesta de 1066 podria haver estat inventada a posteriori com un signe diví de l'empresa de Guillem el Conqueridor.